# Anne Golon
Anne Golon, (født Simone Changeux 19. december 1921 i Toulon, død 14. juli 2017) var en fransk forfatter, der i den engelsksprogede verden er bedre kendt under pseudonymet Sergeanne Golon. Hun var primært kendt for sin romanserie Angelique.
Under en rejse til Afrika mødte hun Serge Golon, som hun giftede sig med. Serge Golon bidrog til Annes forfatterskab, hvilket førte til pseudonymet Sergeanne Golon; en sammentrækning af parrets fornavne.

## Eksterne links
- Officiel website for bøgerne om Angelique skrevet af Anne Golon